# بخش آبژدان
بخش آبژدان، یکی از بخش‌های شهرستان اندیکا در استان خوزستان ایران است. مرکز این بخش، شهر آبژدان است.

## تقسیمات کشوری
- بخش آبژدان
  - دهستان آبژدان
  - دهستان کوشک

شهر: آبژدان

## جمعیت
بر پایه سرشماری عمومی نفوس و مسکن در سال ۱۳۹۵، جمعیت بخش آبژدان برابر با ۱۹٬۴۸۸ نفر بوده است.